# 高橋光男
高橋 光男（たかはし みつお、1977年2月15日 - ）は、日本の政治家。公明党所属の参議院議員（2期）。元農林水産大臣政務官。公明党青年委員会副委員長、同学生局長、同兵庫県本部副代表。防災士。

## 経歴

### 幼少期〜学生時代
兵庫県宝塚市出身。3人兄弟の長男として生まれる。宝塚市立中山五月台小学校に通っていた時は、野球チームに所属しチームワークを学んだ。関西創価中学校・高等学校に進学。高校1年の夏にアメリカに短期留学し、世界で働く夢が芽生える。大学進学を控えた1995年1月17日、阪神・淡路大震災に被災。同年に大阪外国語大学（現・大阪大学）へ入学した。大学3年だった1988年、シアトルに1年間留学する。

### 外交官時代
大阪外国語大学在学中の2000年に外務省専門職試験に合格し、2001年に外務省に入省した。2002年に大阪外国語大学を中退し、在ジンバブエ日本大使館三等書記官に。2005年、在アンゴラ日本大使館三等書記官に就く。アンゴラでは、内戦の爪痕が残る現地で、自ら原因不明の病に倒れたこともあったが、地雷除去支援などに携わった。
2007年、在リオデジャネイロ日本総領事館副領事。2009年11月、国際協力局国別開発協力第二課外務事務官。2010年6月、アフガニスタン支援室外務事務官併任。2011年11月、中東アフリカ局アフリカ第二課外務事務官。2012年7月、経済局政策課投資室外務事務官併任。同年10月、ポルトガル語通訳担当官。2014年2月、国際協力局政策課外務事務官。2015年5月、ポルトガル語語学指導官補佐。2016年3月からは、在ブラジル日本大使館一等書記官を務め、天皇陛下や総理大臣などの通訳も担当した。2018年6月に外務省を退職。

### 参議院議員として
2018年7月、翌年7月の第25回参議院議員通常選挙に公明党一次公認候補として兵庫県選挙区からの擁立が発表される。2019年7月の第25回参議院議員通常選挙に立候補し、初当選した。「現場第一主義」を掲げて全国を奔走。ひざ詰めで話を聞き、政策に反映することを信条とする。
2021年3月25日、中央大学法学部通信教育課程を卒業。
2023年9月15日、第2次岸田第2次改造内閣で農林水産大臣政務官に就任。2024年12月、公明党学生局長に就任する。
2024年6月28日、翌年7月の第27回参議院議員通常選挙に公明党第一次公認候補として兵庫県選挙区からの擁立が発表された。7月20日の投開票の結果、再選。

## 役職歴

### 内閣
- 農林水産大臣政務官（第2次岸田第2次改造内閣）

### 公明党
- 農林水産部会長代理
- 青年委員会副委員長
- 学生局長
- 国際局次長
- 労働局次長
- 兵庫県本部副代表

## 選挙歴
| 当落 | 選挙                     | 執行日         | 年齢 | 選挙区       | 政党   | 得票数     | 得票率 | 定数 | 得票順位 /候補者数 | 政党内比例順位 /政党当選者数 |
| ---- | ------------------------ | -------------- | ---- | ------------ | ------ | ---------- | ------ | ---- | ------------------ | ---------------------------- |
| 当   | 第25回参議院議員通常選挙 | 2019年07月21日 | 42   | 兵庫県選挙区 | 公明党 | 50万3790票 | 22.91% | 3    | 2/6                | /                            |
| 当   | 第27回参議院議員通常選挙 | 2025年07月20日 | 48   | 兵庫県選挙区 | 公明党 | 33万9822票 | 12.72% | 3    | 2/13               | /                            |

## 人物
- 身長：186cm[25]
- 体重：80kg[25]
- 靴のサイズ：29cm[25]
- 血液型：A型[25]
- 出身地：兵庫県宝塚市[25]
- 趣味：朝のジョギング[25]
- 家族構成：妻、一男一女[25]
- 性格：真面目[25]
- 長所：一度決めたら地道に最後までこつこつとやり抜く忍耐力、計画力、行動力[25]
- 座右の銘：建設は死闘，破壊は一瞬[25]

## 政策・主張
- 2020年のコロナ禍では、外交官時代に培った語学力と交渉力を活かし、海外在住の日本人に対する人道支援に尽力した。また同年、就職氷河期世代支援の強化を提言。若年層の雇用対策やキャリア支援に取り組み、困難な世代への再チャレンジの機会を広げた[26]。

- 2020年の国会質疑で、兵庫・美方地域に根ざす「但馬牛飼育システム」の世界農業遺産登録を政府に要請[27]。畜産農家の支援と輸出拡大を訴え続け、2023年には“日本初の畜産分野での世界農業遺産”認定が実現した[28]。

- 2022年の国会で、万博に向けた国際チャーター便就航に向けて、大臣許可の迅速な取得と国の支援を要請。翌2023年に許可が下り、2025年に国際線就航が始まった[29]。

- 2024年9月、農林水産大臣政務官として、コメの品不足の背景にある制度の問題に目を向け、政府備蓄米の適切な運用と機動的な代替制度の構築を、再発防止策の私案として農林水産省内で提案。政務官退任後の同年12月19日の参院農林水産委員会でも農水大臣に「令和の米騒動は、端境期の特殊事情による問題だと片付けるべきではない」として、コメの需給ひっ迫の兆候を察知したら、備蓄米を民家在庫に貸し出す新たな仕組みを提示し、省内で議論するよう求めた[30]。 2025年１月31日、農林水産省は25年食料・農業・農村政策審議会（農水相の諮問機関）食糧部会を開き[31]、コメの円滑な流通に支障が生じた場合の政府備蓄米の新たな活用を提示し、了承された。２月14日には、農水省は備蓄米21万㌧の放出を正式に決定[32]。2025年4月7日、参院決算委員会にて、品薄や価格高騰が懸念されると指摘し「10万トン規模以上を追加放出」「50万トン規模の増産」を政府に訴えた[33]。2025年5月19日の参院予算委員会で石破首相は「昨年12月19日の参院農水委員会で、公明党の高橋みつお議員から指摘をいただいた。これが備蓄米放出のきっかけになった。大変ありがたい」と述べた[34]。